# Brixental
Brixental är en dal i Österrike.   Den ligger i förbundslandet Tyrolen, i den centrala delen av landet, 300 km väster om huvudstaden Wien.
I omgivningarna runt Brixental växer i huvudsak blandskog. Runt Brixental är det ganska tätbefolkat, med 52 invånare per kvadratkilometer.

## Skidor
Brixental ligger vid Österrikes näst största system för alpin skidåkning, Wilder Kaiser-Brixental.